# Jacetania
Jacetania (arag. Chazetania, kat. Jacetània) – kraina historyczna oraz współczesna comarca w Hiszpanii, w Aragonii. Znajduje się w Pirenejach, w północnej części dwóch prowincji: Huesca i Saragossa. Stolicą comarki jest Jaca, z 13 299 mieszkańcami jest jej największym miastem. Comarca ma powierzchnię 1857,9 km². Mieszka w niej 18 709 obywateli.

Iacetani na mapie półwyspu w roku 300 p.n.e.

Nazwa comarki pochodzi w starożytnego Iberyjskiego plemienia Iacetani (łac. Iaccetani).
Jacetania to jedno z terytoriów wchodzących na przełomie VIII i IX wieku w skład Marchii Hiszpańskiej oraz miejsce narodzin historycznego królestwa Aragonii.

## Gminy
Comarca dzieli się na 20 gmin.
- Aísa
- Ansó
- Aragüés del Puerto
- Artieda
- Bailo
- Borau
- Canal de Berdún
- Canfranc
- Castiello de Jaca
- Fago
- Jaca
- Jasa
- Mianos
- Puente la Reina de Jaca
- Salvatierra de Esca
- Santa Cilia
- Santa Cruz de la Serós
- Sigüés
- Valle de Hecho
- Villanúa